# Tröstekvinnor
Tröstekvinnor (japanska: 慰安婦?, ianfu) kallas de kvinnor som den kejserliga japanska armén tvingade att arbeta som sexslavar i arméns egna bordeller under andra världskriget. 
Mellan 100 000 och 200 000 kvinnor beräknas ha tvingats bli tröstekvinnor, varav 80 procent var etniska koreaner hämtade från Generalguvernementet Korea. Återstoden kom mestadels från Kina och den japanska lydstaten Manchukuo, men det förekom även kvinnor från Thailand, Vietnam (Franska Indokina), Malaysia, Taiwan, Indonesien (Nederländska Ostindien), Portugisiska Timor och andra områden under japansk ockupation. Arméns bordeller, eller "stationer", fanns i Japan, Kina, Filippinerna, Indonesien (Nederländska Ostindien), Malaysia, Thailand, Burma, Nya Guinea, Hongkong, Macao och det dåtida Franska Indokina. En del unga kvinnor från länder som var ockuperade av Japan blev enligt uppgift kidnappade från sina hem. I vissa fall rekryterades kvinnor under erbjudande om att arbeta vid militären. Det har dokumenterats att den japanska armén självt tvångsrekryterade kvinnor. Många bordeller administrerades av privata agenter men övervakades av armén.
Vissa japaner, som historikern Ikuhiko Hata, förnekar att det förekom organiserad tvångsprostitution utförd av den japanska regeringen eller militären. Andra japanska historiker, stödda på vittnesmål från före detta offer, har fastslagit att den kejserliga japanska armén och flottan var antingen direkt eller indirekt inblandade i att tvinga, lura, bedra och ibland kidnappa kvinnor i Japans asiatiska kolonier och ockuperade territorier. Antalet och arbetsförhållandena för de kvinnor som prostituerades för den japanska armén under andra världskriget står under fortsatt debatt, och saken är fortsatt högst politisk i både Japan och andra närliggande länder i Asien.
Ett mindre antal kvinnor av europeiskt ursprung från Nederländerna och Australien tvingades också att bli sexslavar. I december 2015 blev japanska och sydkoreanska myndigheter överens om ett avtal som förpliktar Japan till att ge ekonomisk kompensation till de sydkoreanska kvinnorna som blev tvingade att bli sexslavar.